# ウェイン・シミエン
ウェイン・シミエン（Wayne Anthony Simien Jr.、1983年3月9日 - ）は、アメリカ合衆国の元バスケットボール選手。カンザス州レブンワース出身。アメリカの男子プロバスケットボールチームNBAのマイアミ・ヒートに所属していた。身長206センチ、体重113キロ、ポジションはパワーフォワード。

## 経歴
カンザス州レブンワースの高校を、大学はカンザス大学に進学した。大学4年のとき、その年のNCAA男子バスケットボール・オールアメリカンズ1stチームに選ばれた。
大学卒業後、2005年のNBAドラフトでマイアミ・ヒートに全体29位で指名された。NBA入り後、同じポジションのアントワン・ウォーカーやユドニス・ハスレムらの影に隠れ、あまり出場機会が得られなかったが、ルーキーシーズンにNBAファイナル優勝を経験した。
2007-08シーズン前、トレードでウォーカーらと共にミネソタ・ティンバーウルブズへ移籍。しかし、シーズン開幕前に解雇され、その後スペインのカセレスCBでプレイ。
2009年5月5日、牧師の仕事をするために26歳でプロバスケット選手としてのキャリアを終えた。NBAでの通算成績は169得点99リバウンド11アシストだった。